# Zasloužilý pilot Běloruské republiky
Zasloužilý pilot Běloruské republiky (bělorusky Заслужаны пілот Рэспублікі Беларусь) je čestný titul Běloruské republiky. Udílen je prezidentem republiky pilotům za zásluhy o rozvoj civilního letectví. Poprvé byl udělen dne 10. června 2002. Do roku 2023 byl udělen šesti lidem.

## Pravidla udílení
Čestné tituly, podobně jako další státní vyznamenání, udílí prezident republiky či jiné osoby v jeho zastoupení. Čestné tituly jsou udíleny na základě vyhlášky prezidenta republiky. K jejich udělení dochází během slavnostního ceremoniálu a oceněnému je předáváno potvrzení o udělení ocenění a odznak.
Čestný titul Zasloužilý pilot Běloruské republiky se udílí pilotům, kteří pracují v civilním letectví po dobu nejméně patnácti let, za zásluhy o zvládnutí moderní letecké techniky, používání nejmodernějších metod navigace letadel, za vysokou výkonnost při vzdělávání a výcviku letového personálu, za dlouhodobou práci bez nehod a za vynikající výsledky letectví pro národní hospodářství.